# Teius
Teius — рід ящірок родини теїдових (Teiidae). Представники цього роду мешкають в Південній Америці.

## Види
Рід Teius нараховує 3 види:
- Teius oculatus (D’Orbigny & Bibron, 1837);
- Teius suquiensis Avila & Martori, 1991;
- Teius teyou (Daudin, 1802).